# Mailand–Sanremo 1964
Mailand–Sanremo 1964 war die 55. Austragung des Eintagesrennens Mailand–Sanremo. Es wurde am 19. März 1964 für Berufsfahrer über eine Distanz von 288 Kilometer ausgetragen. Mailand–Sanremo gehörte zu der 1959 begründeten Rennserie Super Prestige Pernod. Sieger des Radrennens wurde der Brite Tom Simpson.

## Rennverlauf
232 Radrennfahrer aus neun Ländern und 24 Radsportteams stellten sich dem Starter in Mailand. So viele Fahrer waren in der Geschichte des Rennens bisher noch nie am Start gewesen. Jacques Anquetil hatte auf einen Start verzichtet. Nach 228 Kilometern initiierte Raymond Poulidor am Capo Berta einen Ausreißversuch. Tom Simpson und Willy Bocklandt folgten sofort. Am Poggio, dem letzten Anstieg, beschleunigten Poulidor und Simpson nochmals. Beide erreichten das Ziel gemeinsam. Simpson gewann den finalen Sprint deutlich. 138 Fahrer erreichten das Ziel in Sanremo.
Von den Mitfavoriten wurde Michele Dancelli 13.

## Ergebnis
| Rang | Fahrer                 | Team                  | Zeit           |
| ---- | ---------------------- | --------------------- | -------------- |
| 1.   | Tom Simpson            | Peugeot–BP–Englebert  | 6:37:39 h      |
| 2.   | Raymond Poulidor       | Mercier–Hutchinson–BP | + 0:02 Minuten |
| 3.   | Willy Bocklant         | Flandria–Romeo        | + 1:01 Minuten |
| 4.   | Rik Van Looy           | Solo–Superia          | + 1:09 Minuten |
| 5.   | Georges Van Coningsloo | Peugeot–BP–Englebert  | gl. Zeit       |
| 6.   | Jean Graczyk           | Margnat-Paloma-Dunlop | gl. Zeit       |
| 7.   | Renato Pelizzoni       | Ignis                 | gl. Zeit       |
| 8.   | Edward Sels            | Solo–Superia          | gl. Zeit       |
| 9.   | Jean Forestier         | Peugeot–BP–Englebert  | gl. Zeit       |
| 10.  | Yvo Molenaers          | Wiel’s–Groene Leeuw   | gl. Zeit       |